# Фред Хопкин
Фред Хопкин e бивш футболист на ФК Дарлингтън, Манчестър Юнайтед и Ливърпул.

## Кариера
Роден е в Дюсбъри и започва своята кариера във ФК Дарлингтън. През 1919 се присъединява към Манчестър Юнайтед. Дебютира на 30 август 1919 срещу Дарби Каунти, мачът завършва 1 – 1. През първия му сезон изпуска само 3 мача и вкарва 8 гола в 41 мача. През втория му сезон вкарва 3 гола в 33 мача. Юнайтед са глобени с £350, защото нелегално са му предложили повече от максималната заплата за лигата плюс бонус от неговата трансферна сума.
В края на сезон 1920 – 21, той се присъединява към Ливърпул за сумата от £2,800. Записва своя дебют при загубата на Ливърпул от Съндърланд с 3 – 0. Първият му гол бележи чак на 3 март 1923 срещу Болтън Уондърърс.
По-малко от година след присъединяването му към Ливърпул, печели шампионската титла с 57 точки. Той става титуляр и бързо записва 360 мача.
Хопкин напуска Ливърпул през 1931 и се завръща във ФК Дарлингтън, където приключва кариерата му.